# 张印堂
张印堂（1903年—1991年），字荫棠，山东泰安人，中国近代地理学家、人口学家。
张印堂早年就读于燕京大学，后前往英国利物浦大学留学，1930年获地理学硕士学位。1933年返回中国。1934年他在《地理学报》创刊号发表《中国人口问题之严重》，是有文字可考的认为中国需要计划生育的第一篇论文。他曾先后担任中央大学讲师、燕京大学地理专业讲师、北平师范大学地理系讲师。后出任清华大学教授，抗日战争期间在昆明任西南联合大学教授、地质地理气象系地理组组长。抗战结束后返回北平，继续担任清华大学教授。1948年后一直寓居美国，直至1991年逝世。